# Militaire Karels-Orde
De Militaire Karels-Orde (Duits: Militär-Carls-Orden) werd in 1759 in Württemberg ingesteld en in 1799 in Militaire Orde van Verdienste (Württemberg) omgedoopt. De orde is vernoemd naar hertog Karel Eugenius van Württemberg en ingesteld tijdens de Zevenjarige Oorlog.
De beschrijving staat onder de Militaire Orde van Verdienste van Württemberg.